# Área de Conservação da Paisagem de Hino

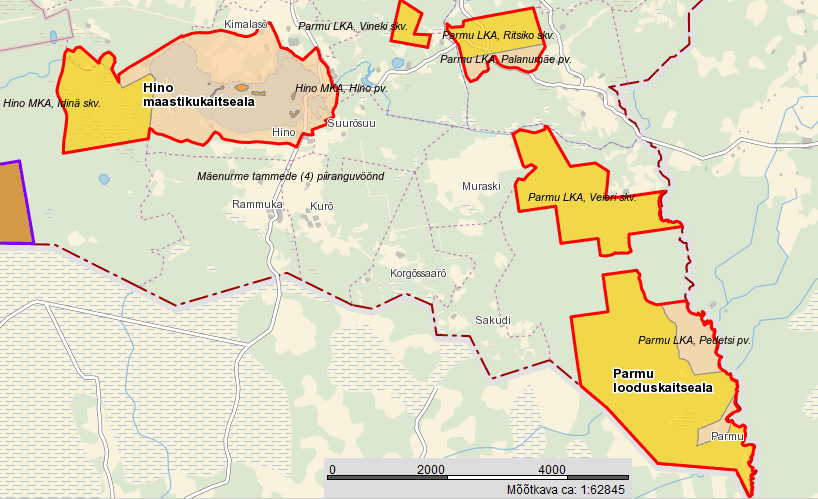
Área de conservação da paisagem de Hino

A Área de Conservação da Paisagem de Hino é um parque natural situado no condado de Võru, na Estónia.
A sua área é de 701 hectares.
A área protegida foi designada em 1962 para proteger o Lago de Hino e suas colónias de aves. Em 2005, a unidade de conservação foi reformulada como área de preservação paisagística.